# Općina Majšperk
Općina Majšperk (slo.:Občina Majšperk) je općina u istočnoj Sloveniji u pokrajini Štajerskoj i statističkoj regiji Podravskoj. Središte općine je naselje Majšperk sa 662 stanovnika. 

## Zemljopis
Općina Majšperk nalazi se u istočnom dijelu Slovenije. Općina se južnim dijelom prostire u središnjem dijelu gorja Haloze. Sjeverni dio općine se nalazi u dolini rijeke Drave.
U općini vlada umjereno kontinentalna klima.
Na području općine ima samo manjih vodotoka, koji su u slivu rijeke Drave.

## Naselja u općini
Bolečka vas, Breg, Doklece, Dol pri Stopercah, Grdina, Janški Vrh, Jelovice, Koritno, Kupčinji Vrh, Lešje, Majšperk, Medvedce, Naraplje, Planjsko, Podlože, Preša, Ptujska Gora, Sestrže, Sitež, Skrblje, Slape, Spodnja Sveča, Stanečka vas, Stogovci, Stoperce, Zgornja Sveča

## Vanjske poveznice
- Službena stranica općine